# Zbogom Brus Li
Zbogom Brus Li je pank rok, post pank muzička grupa koja je nastala 1992. godine u Novom Sadu, (Novi Sad), Vojvodina, Srbija. Grupa Zbogom Brus Li kombinuje pank rok muziku sa vojvođanskom etno muzikom, dobijajući jedinstveni muzicki stil koji bend opisuje kao Pankburaška muzika. Jedinstveni zvuk grupe Zbogom Brus Li je kombinacija klasične pank rok muzike i tradicionalne muzike iz Vojvodine, koji članovi benda dobijaju tako što sviraju klasične rok instrumente - gitara i bubanj, zajedno sa tradicionalnim vojvođanskim duetom - begeš (tradicionalni vojvođanski kontrabas) i tambura. U periodu od 1994. do 2000. godine bend je bio veoma aktivan, svirajući uglavnom po Vojvodini, ostalim delovima Srbije, zemljama bivše Jugoslavije (Hrvatska, Makedonija, Slovenija), Mađarskoj, Italiji. Od 2005. godine Zbogom Brus Li je ponovo aktivan i do danas je imao veliki broj nastupa (Eurobasket 2005, Egzit festival 2006,  2007, ICWiP festival 2007 Pečuj, Egzit 08, IFUS - International Festival of Street Musicians Novi Sad 2008, Beovizija 2009., Ferrara Buskers festival 2009, Egzit 09 ...)

## Biografija

### 1992—2000.
Jula 1992. godine pevač Šejkin Slaviša okupio je, u Novom Sadu, neobavezan bend da bi parodirali Oi pank, pošto su skinhedsi, poklonici te vrste muzike, pravili velike probleme širom zemlje, pa i njima samima. Pored njega u prvoj postavi grupe, koja se zvala Bez odstupanja, bez predaje (po istoimenom filmu, glavna uloga: Čak Noris), bili su: Buži Fajter (solo gitara), Ica Džiu-džica (bas gitara) i Srđan Brus (bubnjevi). Bez obzira što su u ovom sastavu radili nešto više od dva meseca, upravo u tom periodu nastale su dve kompozicije koje su na repertoaru grupe i dan danas – Legenda o Bužiju Fajteru i Vaterpolo. Već krajem iste godine umesto Ice Džiu-džice, koji odlazi u ekipu tehničara nove folk zvezde Dare Bubamare, dolazi gitarista Smuk (Ex. Buka za decu, Black Orchid), a bivši gitarista Buži Fajter postaje basista. Grupa debituje na jednoj gitarijadi u Rokoteci, gde ostavlja veoma dobar utisak. Posle samo mesec dana Smuk prelazi u grupu Paradoks, Buži Fajter ponovo preuzima ulogu solo gitariste, Šejkin Slaviša ostaje pevač, a pored njih dvojice novu postavu, koja menja ime u Zbogom Brus Li, čine: basista Milun Kralj Ponoći, drugi gitarista Ljuba Nunčaki i bubnjar Ćo-fi. Početkom 1993. godine, u ovoj postavi, snimaju svoj prvi demo snimak u studiju Saše Pavlovića. Na snimku se nalazi pet numera: Živeti bogato, Legenda o Bužiju Fajteru, Vaterpolo, Vatra ljubavi i Zaseda za Zvonka Bogdana. Ovaj materijal su objavili kao kasetno izdanje u produkciji samog benda (samizdat).
Do početka 1994. godine kroz grupu je prodefilovalo dvadesetak novosadskih muzičara (Bane Stalak, Lepi Brena, Amon-Ra, Keca ...), da bi se konačno ustalila postava: Šaka Zuluf (vokal), Smuk Fu (solo gitara), Jovandeka Li Metalika (bas gitara) i Boban Li (bubnjevi). Smuk je nekoliko meseci uporedo bio i član hevi metal grupe Black Orchid. Prelomni momenat u karijeri grupe bilo je angažovanje menadžera Mikele (Milutin Vukelić, tokom šezdesetih godina je bio član grupe Sinovi sunca), koji preuzima brigu o daljoj karijeri, pre svega o nastupima i sređivanju termina za diskografski prvenac. Posle uigravanja na koncertima, pre svega u već pomenutoj Rokoteci i klubu Hard Corner (ulica Zemljane ćuprije, Novi Sad), u jesen 1994. godine ulaze u studio Do-Re-Mi, u kom snimaju materijal za album prvenac Penk Punk Pink Pank Ponk. Intermeco između snimanja i objavljivanja izdanja ispunili su koncertnim aktivnostima, između ostalog gostovali su i u Budimpešti (Budimpešta - u vreme rigoroznih sankcija !), gde su imali dva veoma uspešna koncerta (jedan u poznatom klubu Tilos az A). Kasetu najpre objavljuje novosadska nezavisna kuća Music Yuser 1995. godine, a godinu dana kasnije beogradska, takođe nezavisna kuća . Kasnije će se pojaviti i treće piratsko izdanje ove kasete. Na debiju se našla serija veselih pesama i niz citata iz repertoara Zvonka Bogdana (Zvonko Bogdan), Šabana Šaulića (Šaban Šaulić), kao i semplova iz filmova Ko to tamo peva, Već viđeno, Dina – pustinjska planeta i serije Grlom u jagode. Pesma …I baš je mokro napolju je obrada pesme It's Cold Outside, koju u originalu izvodi američki bend The Choir. Kroz naizgled apolitične tekstove, na sebi svojstven način, veoma vešto poigravali su se i sa samom politikom, koja je silom prilika postala deo svakodnevnice mladih. Najveći komercijalni uspeh sa prvog albuma postigle su pesme: Zaseda za Zvonka Bogdana i Legenda o Bužiju Fajteru za koju je snimljen TV spot. Usledila je koncertna promocija po Vojvodini (gde su zbog atraktivnog scenskog nastupa, postali rado viđeni gosti i zabavljači na brojnim sremskim svinjokoljima i kulenijadama), a imali su i nekoliko nastupa po Srbiji (niz festivala u Beogradu – SKC, KST, Dom Omladine; festival ŠRAF - Kragujevac; Mladenovac; Kraljevo ...), kao i jedan nastup u Belom Manastiru. 

Na nastupima vode računa o kompletnoj prezentaciji, tako da se pojavljuju kostimirani u raznovrsne odore (pozajmljenih iz garderobe Srpskog Narodnog Pozorišta i iz ormara njihovih roditelja), sa bendom na koncertima se pojavljivala i scenska trupa Crna rupa, a kada je to bilo moguće i tamburaški orkestar (zbog velikog hita grupe Zaseda za Zvonka Bogdana), tako da su ih upravo zbog scenskog nastupa kritičari veoma često poredili sa Laboratorijom zvuka.
U toku 1996. godine vežbaju u prostorijama SPENS-a (gde su svirali zajedno sa bendovima Atheist Rap, Love Hunters i Ritam Nereda) pesme za novi studijski album. Drugi album Zlobro je snimljen u zrenjaninskom studiju Tarkus, za koaranžera na novom materijalu angažovan je Peđa Vranešević, koji je i ranije pomagao rad i karijeru benda. Iznenadna Mikelina smrt 1997. godine donekle remeti planove, ali su ipak uspeli da odrade medijsku prezentaciju novog albuma Zlobro, koji je izašao krajem 1997. godine za zrenjaninsku kuću Tarkus. Uz nov materijal, kao bonus na novom CD-u je objavljeno sedam pesama sa debi kasete. Sa albuma Zlobro izdvajaju se hit numere: Život je lep (obrada pesme Zvonka Bogdana), Politika i Suludi Ples, za sve tri numere su snimljeni TV spotovi uglavnom u produkciji Televizije Novi Sad. Na ovom albumu bend se odlično snalazi u različitim muzičkim vodama – pank ili sving, hevi metal ili dubop, hard kor ili bugi – iz pesme u pesmu, ili u okviru pojedine teme, menjajući raspoloženja kako im dune, nemilosrdni su prema ma kakvim žanrovskim stegama. 

Posle nekoliko uspešnih nastupa na Zmajevim Dečjim igrama, bend je odlučio da snimi album za decu, prema tekstovima kantautora Dušana Radaka. Album Hogli-Vogli Rok je snimljen 1998. godine, a izašao je na CD-u uz pomoć Zmajevih Dečjih Igara 1999. godine. Dvadesetak numera na novom izdanju predstavljaju pravi pank rok bukvar za najmlađe. Album je veoma dobro ocenjen od strane kritičara i publika ga je odlično prihvatila, ali bend nije uspeo da odradi adekvatnu prezentaciju, koju ovaj materijal zaslužuje, zbog NATO bombardovanja 1999. godine. Zbog istog razloga je otkazano i snimanje istoimene dečje TV serije, za koju je album Hogli-Vogli Rok trebao da bude muzička podloga. Pesme sa ovog izdanja Mama rodi dec i Kad u školu pođem ja su postale pravi hitovi i bend ih svira na koncertima i danas.
Od 1995. godine, kada su se prvi put pojavili, na NS Koncertu godine svirali su još tri puta (1996, 1997, 1999), od mnogobrojnih nastupa tokom prve faze rada benda treba istaći nastupe u Knjaževcu, gde su ZBL predstavljali Muzičku omladinu Vojvodine, na festivalu akustičarske muzike FAMUS u Sivcu, mada je zvuk benda izrazito elektrificiran, nastup u Zapadnom Holu SPENS-a povodom jubileja grada Novog Sada i još mnoge druge koji će svakako ostati za pamćenje. Zbogom Brus Li su se pojavljivali na gotovo svim značajnijim televizijama (RTS, TV NS, RTV Pink, BK televizija, Politika i druge), a NATO bombardovanje SRJ 1999. godine je onemogućilo finalizaciju jednočasovne emisije o radu benda, koja je rađena u produkciji TV Novi Sad. 

U filmu Dupe od mramora (engl: Marble Ass) Želimira Žilnika, koji je sniman 1995. godine, bend se pojavljuje sa numerom … I baš je mokro napolju (čudne kiše) , a frontmen Slavko se u istom filmu pojavljuje u jednoj sporednoj ulozi (prethodno namenjenoj Milanu Muminu, frontmenu grupe Love Hunters). 

2000. godine bend je prestao sa radom, prvenstveno zbog letargije koja je zahvatila zemlju i društvo i zbog nedostatka podrške medija, koji su počeli da podržavaju neku drugu, veoma neukusnu, vrstu muzike. Još pred kraj 1999. godine Jovandeka Li Metalika je napustio bend i prestao je da se bavi muzikom, njega je zamenio basista Mu-Lan u poslednjih par nastupa tokom 2000. godine. Boban Li je, posle raspada grupe, nastavio da se bavi muzikom, svirajući uglavnom sa lokalnim bendovima iz Temerina. Smuk Fu je takođe nastavio muzički rad sa mnogim novosadskim bendovima (od kojih je najviše uspeha postigao sa grupom Žexon 5). Slavko se u periodu od 2000. do 2004. nije direktno bavio muzikom, ali je radio na televiziji Kanal 9, gde je bio idejni tvorac emisije Biber i glavni akter serijala Super Slavko.

### 2005—danas
U periodu od 2000. do 2004. godine lična iskustva i lokalna te globalna dešavanja su Slavku i Smuku pomogla da izbruse i zaokruže svoju anarhističnu filozofiju i ponovo se javio smisao za delovanjem. Signal za akciju je bilo gostovanje njih dvojice na nastupu benda Ringišpil, u sklopu Egzit festivala 2005. godine. Publika je bila oduševljena, a Slavko i Smuk su počeli da razmišljaju o ponovnom okupljanju benda. Dalje ambicije se kreću u pravcu spajanja gitarskog i tamburaškog zvuka (koji sam bend naziva: Pankburaška muzika), te uvođenja begeša umesto električne bas gitare. To je bilo ono čemu su Zbogom Brus Li oduvek težili i što su trebali odavno da urade – postavivši tako sebe među pionire ovakve vrste fuzije na evropskoj mapi popularne muzike. Na mesto bubnjara je došla Mar-Tai (Ex. Vrisak Generacije), koja je postala prvi, ali svakako ne i poslednji, ženski član benda. Begeš je počeo da svira KostaBas.
Nakon pune četiri godine pauze, septembra 2005. godine, odsviran je prvi koncert kod spomenika (Svetozar Miletić), u centru Novog Sada, u sklopu manifestacije Eurobasket 2005. Ova svirka je pokazala da interes publike i dalje postoji, te da su stara izdanja benda živela, za vreme pauze, kako među starim fanovima tako i među mlađim generacijama. Pokazalo se da Zbogom Brus Li još uvek vrede. Od oktobra 2005. godine bendu se pridružio Šao Pe-Lee, u ulozi tamburonoše (tambura), te nastavljaju da rade kao petorka do danas. Time je ZBL nastavio da ide dalje u pravcu definisanja koncepta takozvane Najnovije Vojvođanske Pesme. Već u decembru bend pravi veliki povratnički koncert, dve večeri za redom u novosadskom klubu London Underground. Obe večeri je sala bila krcata, atmosfera uzavrela, a publika je bila toliko mlada da ne postoji šansa da su mogli da gledaju poslednji nastup ZBL-a pred zamrzavanje (na Mašincu 2000. godine). To je definitivno uverilo članove benda da ne gaje samo generacijske, već i univerzalne vrednosti. Time su dokazali dostojnost njihovoj boginji Velikoj Kosmičkoj Budalaštini i njenoj filozofiji, koju ona preko njih i njima sličnim širi po ovoj dolini suza, dimenziji nepotrebnog straha i preteranog rada u kojoj smo svi zarobljeni.
U 2006. godini Zbogom Brus Li kreću punom parom u napred, posle snimanja novogodišnjeg TV programa pesma Nikad nemoj plakati zbog ljubavi (obrada novosadskog pank benda Tamno Beli Gnušavci iz Smrdljive Oaze) postaje televizijski i koncertni hit. U martu iste godine ulaze u Studio M, Radio Novog Sada, gde snimaju nove i neke stare numere, ali u novim Pankburaškim aranžmanima, za svoj sledeći album. Sledi niz većih i manjih koncerata (Gradilište, Limanski park, NS Štrand, Beer Fest, beogradski SKC), uglavnom u Novom Sadu i okolini, od kojih će posebno ostati upamćen nastup na Egzit festivalu 06, kada su u po bela dana napunili drugu po veličini binu na festivalu. Takođe, ređaju se TV i radio gostovanja u kojima bend ne prestaje da izaziva povišen krvni pritisak kod voditelja, što se sa druge strane veoma dopadalo publici i povećevalo broj poklonika benda (takozvani LeeHeadsi). 2006. godine se pojavljuju na dosta kompilacija: NS pank verzija, Tribute to Ljubiša Gergijević (tragično nastradali bivši član davnog Zbogom Brus Li-ja) koja rimejk pesme Vatra ljubavi svrstava među još jedan od hitova benda. Pojavljuju se i na filmu Bilo jednom … , koji obrađuje temu novosadskog panka tokom devedesetih godina. Kruna rada ZBL-a u ovoj godini je bilo gostovanje na manifestaciji Dani Vojvodine u Istri, u sklopu koje je bend odsvirao tri koncerta, na kojima se pokazalo da bend ima poklonike i van granica naše zemlje.
Године 2007, godine bend nastavlja sa medijskim i koncertnim aktivnostima, prave veoma posećen solo koncert u novosadskom klubu Route 66, sviraju na filmskom festivalu u Motovunu, na  festivalu u Pečuju (Mađarska), u klubu Kastro u Skoplju (Makedonija), na tradicionalnoj gitarijadi u Beški, i uspešno nastupaju širom regiona. Jedan od zanimljivijih nastupa je bio koncert na čenejskom Salašu 137, gde je bend svirao anplagt (Engl: unpugged), što se dopalo novinarima i publici, čiji je prosek godina ovaj put bio nešto veći. Uporedo završavaju materijal za novi studijski album, koji će nositi naslov Ukleti salaš, u studiju Do-Re-Mi Peđe Pejića i u studiju Piknik. Neke od novih pesama su već postale koncertni hitovi: Brod ludaka, Ukleti salaš, Ladi ladi lom (još jedna u nizu obrada tradicionalnih vojvođanskih pesama). Sada je već izvesno da će se novi album pojaviti početkom 2008. godine za produkcijsku kuću PGP RTS. Takođe su završili još jedno, novo izdanje pod nazivom Ratatatariteti !, koje predstavlja odabir retkih i na CD-u neobjavljenih snimaka iz prve faze rada, koje će se pojaviti takođe početkom 2008. godine. Krajem 2007. godine snimaju TV spotove za numere Ladi ladi lom i Vatra ljubavi u produkciji Radio Televizije Vojvodine. Takođe se u decembru 2007. godine pojavljuju na kompilacijskom izdanju Neki noviji klinci i …, koje sadrži obrade pesama Đorđa Balaševića (Đorđe Balašević). Ova kompilacija je izašla za kuću PGP RTS, a bend sa obradom numere Jadna i bedna 2007. učestvuje na niz promocija ovog izdanja širom zemlje (najiteresantnija je bila promocija ovog izdanja u svečanoj sali Skupštine Grada Novog Sada gde su svirali zajedno sa Drum’n’Zez, Super S Karamelom, Pero Deformero, Lee Men ...).
Početkom 2008. godine, Zbogom Brus Li je napravio kraću pauzu u radu zbog odsustva gitariste Smuka, koji je sa bendom The Bayonets otišao na evropsku turneju. Koncertnoj aktivnosti se vraćaju već 25. maja velikim koncertom na Petrovaradinskoj tvrđavi koji je nosio naziv Super Svima (zajedno nastupaju sa KUD Idijotima, Let 3, Disciplina Kičme). Ubrzo zatim sledi legendarni nastup na festivalu EXIT 08, gde su sebe i mnogobrojnu publiku zalivali kečapom i šlagom na radost svih prisutnih, sem službe redara koja se tome nije baš obradovala. Negde na leto ove godine izlazi i CD izdanje pod nazivom Ratatatariteti ! za nezavisnu izdavačku kuću Flying Buffalo Baneta Loknera. Ovaj CD sadrži 21 remasterizovanu pesmu iz prve faze rada benda (1994—2000), koje nisu bile objavljene na CD-u. Na ovom CD-u se mogu naći sve numere sa prve demo kasete iz 1994. godine, osam pesama sa debi izdanja Penk Punk Pink Pank Ponk iz 1995. godine i razni neobjavljeni i živi snimci. Izdanje Ratatatariteti ! predstavlja pravu poslasticu za ljubitelje starog zvuka Zbogom Brus Lija. U Septembru bend se pojavljuje na Festivalu Nove Tamburaške Pesme sa numerom Ko Je Maknuo Balaža Janiku, koja predstavlja akustičnu verziju pesme Ko Je Ubio Balaža Janiku sa albuma Ukleti Salaš. Akustičnu verziju su snimili mesec dana ranije u studiju Do-Re-Mi Peđe Pejića. Festival se održao petog septembra na Petrovaradinskoj tvrđavi. Zbogom Brus Li su za ovaj nastup dobili prvu nagradu za interpretaciju i treću nagradu za pomenutu kompoziciju. Par dana posle toga, 11. septembra bend svira na Novosadskom Internacionalnom Festivalu Uličnih Svirača u Katoličkoj Porti u Novom Sadu. Ovaj nastup je bio jedan od najboljih u proteklih par godina, ZBL su svirali pred prepunom Katoličkom Portom u malo laganijoj, poluakustičnoj varijanti. Publika je bila oduševljena nastupom ali i svojim učešćem na bini gde su posetioci mogli zajedno sa bendom da pevaju, igraju i zabavljaju se. Zbog ovakvog neobičnog nastupa Zbogom Brus Li je proglašen za najatraktivniji domaći bend festivala i nastaviće usku saradnju sa organizatorima festivala (Centar Za Kulturnu Animaciju - Novi Sad), koji će pomoći da bend predstavi svoj šou na ostalim evropskim festivalima ovoga tipa. Kruna ove i prethodne dve godine rada benda predstavlja izlazak dugo očekivanog albuma Ukleti Salaš, krajem septembra 2008. godine. Ukleti Salaš je izašao za izdavačku kuću PGP RTS, sadrži 18 pesama od kojih su 10 potpuno nove a poslednjih 8 su rimejkovi starih hitova u novom pankburaškom ruhu. Većina materijala je snimljena u novosadskom Studiju M, producent je Dušan Ševarlić. Tri pesme su snimljene u studiju Do-Re-Mi Peđe Pejića, a po jedna u studiju Komandanta Adama i u studiju Piknik. Ukleti Salaš je produkcijski, aranžmanski i dizajnerski doveo do vrhunca ideju o fuziji tambura i klasičnih rok instrumenata sa kojom Zbogom Brus Li koketiraju još od davne 1995. godine. Bend je dalje napore uložio u medijsku promociju novog materijala koji su kritičari i publika odlično primili i ocenili. Na promociji albuma u Novom Sadu, u klubu Route 66, i u Beogradu, u klubu Danguba, scena je bila postavljena tako da dočara atmosferu ukletog salaša (grabulje, sekire, cepanice, ovnujske lobanje i još mnogi ukleti predmeti sa salaša, gosti su bili ponuđeni štrudlama i domaćom rakijom) a tamburaški ansambl Žute Dunje je svirao tamburaške verzije pesama benda Zbogom Brus Li. Tako je bend još jednom dokazao da pesme koje stvaraju imaju univerzalnu vrednost i da pored naizgled naivne muzike za zabavu daju oštru satiru modernog društva koje ne pati za nekim ozbiljnijim vrednostima. U promotivnoj kampanji koja je sledila, širom svih mogućih i nemogućih radio i TV stanica u zemlji, veliku podršku im je pružio kreativni tim Talent Boxa, sa kojim bend tesno sarađuje do danas. Odmah po izlasku Ukletog Salaša, kao radijski i TV hitovi su se izdvojile pesme: Ladi ladi lom, Vatra ljubavi i Nikad nemoj plakati zbog ljubavi, za koje su pre izlaska CD-a snimljeni TV spotovi a za njima i naslovna pesma: Ukleti salaš. Do kraja 2008. godine uporedo sa medijskom promocijom Zbogom Brus Li su nastavili da budu koncertno aktivni, treba istaći koncerte u zapadnom holu SPENS-a, 11-tog oktobra (velika promocija kompilacije Neki noviji klinci i …); solo koncert u klubu Route 66, 28-mog oktobra; koncert u beogradskom Sava Centru, 8-mog decembra (gde nastupaju kao gosti Elviru Lakoviću Laki, bosanskom predstavniku na Evroviziji - (Elvir Laković). U decembru ove godine ulaze u Studio M Radio Novog Sada i snimaju 15 pesama uživo u akustičnoj (unplugged) varijanti. Ovaj snimak je rađen za novogodišnje izdanje emisije Petkom Uveče Srđe Nikolića a producent je Dušan Ševarlić. LIVE snimak akustične pankburaške muzike je ispao toliko dobro da će ugledati svetlost dana kao još jedno samostalno izdanje benda, verovatno tokom 2010. godine. Akustični Zbogom Brus Li zvuče podjednako dobro i energično kao i na standardno velikom rok koncertu. Ovu, više nego uspešnu, godinu bend je završio nastupom na novosadskom Trgu Slobode za doček 2009. godine gde je zagrejao publiku uprkos debelom minusu.
U 2009. godini Zbogom Brus Li su i dalje radili na žestokoj mediskoj promociji aktuelnog Ukletog Salaša. U tom cilju su se i prijavili za učestvovanje na festivalu Beoviziji 2009.. U januaru su snimili pesmu Ha Ha Ha u novosadskom Studiju M, producent je bio Dušan Ševarlić. Pesma je produkciski bend odvela još jedan korak dalje mada je zvuk bio malo blaži s obzirom na prirodu festivala za koji je snimljena, idejno i tekstualno poruka je ostala ista. Medijsku promociju za festival su Zbogom Brus Li doveli do najvišeg mogućeg nivoa koji se u našoj zemlji pruža, zbog toga su osnovali virtualnu partiju: Partiju Smeha. Partija Smeha predstavlja sve ono za čega se bend bori već dosta dugo: potrebu svakog normalnog čoveka za neiskvarenom zabavom i dobrim raspoloženjem. U članstvo Partije Smeha se dolazilo putem interneta i broj fanova benda je svakim danom sve više rastao, članstvo virtualne Partije Smeha se i danas redovno obaveštava o svim novim aktivnostima vezanim za rad Zbogom Brus Lija.Za pesmu Ha Ha Ha snimljen je spot u Sremskim Karlovcima uz veliku pomoć produkcijske kuće Talent Box. Festival Beoviziji 2009. je održan 7. marta, Zbogom Brus Li su za dlaku ispali iz konkurencije za finalno veče ali su postigli svoj cilj, proširili su svoju ideju na još veći auditorijum u zemlji i u inostranstvu. Posle završetka festivala bend je ušao u finale konkursa Hello Music firme Fruvita sa numerom Nikad nemoj plakati zbog ljubavi. Za tu pesmu, kao i za numere preostalih pet finalista, snimljen je video spot u trajanju od 30 sekundi koji je obišao sve bitnije televizijske stanice Srbije kao reklama za proizvode firme Fruvita. Medijska promocija poruke i ideje benda, samim tim pankburaškog koncepta i aktuelnog albuma Ukleti Salaš je ovime doživela svoj zenit. Zbogom Brus Li su se okrenuli koncertnim aktivnostima: 25.april Crna Kuća – Novi Sad; 29.maj Klub Central Valjevo; 6.jun Festival NaLivadi u Crikvenici - kao hedlajneri (Hrvatska); 7.jun Osiječko Ljeto Mladih – kao gosti sarajevskom Zabranjenom Pušenju (Hrvatska); 12.jun centar Kikinde (sa Partibrejkers, Del Arno Bend, Kiki Lesandić).Tada je došlo do jedne neočekivane personalne promene u bendu, bubnjarka Marta Čor je napustila Zbogom Brus Li i potpuno se posvetila radu sa bendom Detonatori. Na njeno mesto je ubrzo došao bubnjar Dejan Kijanović (Deya-Woo) (ex. Mar’n’B, Big Sisters, Minstrel) koji uporedo svira i u bendu Lost Propelleros. Već 27. juna nova postava je nastupala uživo u Starčevu, na fudbalskom terenu FK Borac (zajedno sa bendovima Kreativni Nered, Atheist Rap, Zabranjeno Pušenje, Kud Idijoti, Partibrejkers), sledi koncert na festivalu Egzitu 09 na kome su Zbogom Brus Li predstavili malo blaži koncept sa izraženim kontakom sa publikom (Karaoke Show po želji gostiju iz publike koji sami pevaju u pratnji benda).Takav nastup su potencirali zbog predstojećeg desetodnevnog gostovanja u avgustu na festivalu uličnih svirača Ferrara Buskers u Italiji, koje je došlo kao plod saradnje sa novosadskim organizatorima Festivala Uličnih Svirača.

## Sadašnji članovi
- Vokal: Slavko Matić (Shaka Zuluf); 1992 - do danas
- Gitara: Branislav Smuk (Smuk Foo); 1994 - do danas
- Tamburica: Nikola Petaković (Shao Pe-Lee); 2005 - do danas
- Begeš - Bas: Kosta Sivački (KostaBass); 2005 - do danas
- Bubanj: Dejan Kijanović (Deya-Woo); 2009 - do danas

## Bivši članovi
- Bubanj: Srđan Brus; 1992
- Bubanj: Ćo-Fee; 1993
- Bubanj: Keca; 1995
- Bubanj: Boban Lee Dejanović (Bingo Star); 1994-2000
- Bubanj: Marta Čor (Mar-Tai); 2005-2009
- Bas: Ica Džiu-džica; 1992
- Bas: Mi-Lun kralj Ponoći; 1993
- Bas: Go-Ya; 1995
- Bas: Amon-Ra; 1995
- Bas: Aleksandar Jovanović (Jovandeka Lee metalika); 1994-1999
- Bas: Mu-Lan; 1999-2000
- Gitara: Buži Fajter; 1992-1993
- Gitara: Ljuba Nunčaki; 1993
- Gitara: Bane Stalak; 1993
- Gitara: Lepi Brena; 1993
- Gitara: Dulles; 1995

## Diskografija

### Albumi

#### Penk Punk Pink Pank Ponk-
- Živeti bogato
- Ja te volim, a ti si kremašica
- Varljivo leto 2068
- Tri bluza
- (U toku je) Melodična žurka
- ... I baš je mokro napolju
- Jagodom u grla
- U bolnici
- Legenda o Bužiju Fajteru
- To je vatra ljubavi
- Bugić
- Zaseda za Zvonka Bogdana
- Vaterpolo
- Ljubiša, volim te
- Što bi rek'o Dule (deriznoprfiktgrl)

#### Zlobro -
- Krimi priča
- (U toku je) vreme nerviranja
- Suludi ples
- Moraš biti suroviji
- Pesma sumasišavših
- Politika (ona je političar)
- Bau Pauk
- Stena lobanja
- Taj stari šmeker S.
- Budi sve
- Život je lep
- Super-Nitna ponovo jaše
- Čovek zvani Ringišpil
- Kad pijan zaspiš
- Panonska krimi priča
- Živeti bogato (tehno mega mix)

#### Hogli-Vogli Rok-1999, Zmajeve dečje igre
- Autoportret
- Super Duško Dugouško
- King Kong rok
- Mama rodi dec
- Hogli vogli vau vau rok
- Zašto ovde niko nije nasmejan?
- Krokodilska ženidba
- Mali miševi
- Kuvari
- Životinjski car
- Ponekad miševi sanjaju slonove
- Čiča Rog
- Dečji zmaj
- Ti si mala pepeljuga, ja sam mali princ
- Kad u školu pođem ja
- Mačji rok
- Je je rok
- Skeč song (instrumental)
- Poštovani Betoven
- Hej, Deda Mraze

#### Ratatatariteti!-
- Živeti bogato
- Varljivo leto
- ... I baš je mokro napolju
- Jagodom u grla
- U bolnici
- To je vatra ljubavi
- Bugić
- Ljubiša, volim te
- Čovek zvani ringišpil - uživo
- Vaterpolo - uživo
- Legenda o Bužiju Fajteru - uživo
- Zaseda za Zvonka Bogdana - uživo
- Last Caress - uživo
- Legenda o Bužiju Fajteru
- Živeti bogato
- Vaterpolo
- To je vatra ljubavi
- Zaseda za Zvonka Bogdana
- Knjaževac - uživo
- Super Slavko
- Kung Fu Fighting by Vijetnamac

#### Ukleti salaš-
- Ukleti Salaš
- Ladi Ladi Lom
- Pankburaški Splet
- Brod Ludaka
- Zbogom Pameti
- To Je Vatra Ljubavi
- Ne Tamburaj (Dobićes Po Tamburi)
- Ko Je Ubio Balaža Janiku ?!
- Nikad Nemoj Plakati Zbog Ljubavi
- Nemoj Da Se Uprimitiviš
- Život Je Lep
- Čudne Kise
- Politika
- Satana
- Mama Rodi Dec
- Kad u Školu Podjem Ja
- Suludi Ples
- Horror Salaš

### Singlovi (maxi)

#### Zbogom Brus Li- 1994.
- Legenda o Bužiju Fajteru
- Živeti bogato
- Vaterpolo
- To je vatra ljubavi
- Zaseda za Zvonka Bogdana

### Kompilacije
- (1994, Produkcija "Quo vadis?")
- (1994, Resume Tapes)
- Punk ! Oi !! Yu (1996, Samizdat)
- M.U.P.-Možda u prolazu (1996, Martinci)
- (2006, SKCNS)
- (2006, SKCNS)
- CPB kompilacija #2 (2006, Cropunkbands)
- Neki noviji klinci …[мртва веза] [obrade: Đorđe Balašević] (2007, PGP RTS)
- (2008, Mak Off Magazine, Novi Sad)
- (2009, PGP RTS)
- (2009, Jimmy Jazz Records, Poland)

## Filmovi
- Želimir Žilnik, "Dupe od mramora" (Naziv na engleskom jeziku: ) (Novi Sad, 1995)
- Jovan Đerić, "Bilo jednom…" (Naziv na engleskom jeziku: ) (Novi Sad, 2006)

## Spotovi
- Zbogom Brus Li na

## Literatura
- Petar Janjatović, " 1960-1997 Архивирано на веб-сајту  (11. јул 2011)", izdavač: Geopoetika, 1997
- Aco Dogandžić, "Zvonko Bogdan, Pesme i konji", izdavač: narodno delo, 2000
- Petar Janjatović, "Ilustrovana ex-Yu Rock enciklopedija 1960-2001", Autorsko izdanje, 2001
- Bogomir Mijatović, " 1963-2003",izdavač: SWITCH, 2005
- Sava Savić & Igor Todorović, " 1978-2005", izdavač: SKCNS, 2006
- Vladimir Nedeljković, "Devojčice i dečaci sa Dunava - Prilog istoriji urbane kulture grada Novog Sada", izdavač: Zavod za kulturu Vojvodine, 2008

## Spoljašnje veze
- Zbogom Brus Li na
- Zbogom Brus Li na
- Zbogom Brus Li na
- Zbogom Brus Li na